# Resolution 1980 des UN-Sicherheitsrates
Die Resolution 1980 des UN-Sicherheitsrates ist eine Resolution, die der Sicherheitsrat der Vereinten Nationen auf seiner 6525. Sitzung am 28. April 2011 einstimmig beschloss. Sie beschäftigt sich mit der Situation in der Regierungskrise in der Elfenbeinküste 2010/2011.

## Inhalt
Der Sicherheitsrat verlängerte mit der Resolution 1980 das Waffenembargo für die Elfenbeinküste um ein Jahr.
Auch das Reiseverbot für Laurent Gbagbo und verschiedene seiner Vertrauten wurde verlängert.

## Reaktionen
Der ivorische UNO-Botschafter in New York, Youssoufou Bamba, begrüßte im Namen von Alassane Ouattara die Resolution.